# Dia Internacional de les Dones Rurals
El Dia Internacional de la Dona Rural es va crear amb la finalitat de visibilitzar la contribució de les dones al desenvolupament rural reconeixent la rellevància del seu paper en les activitats agràries, el comerç, la petita empresa, així com la importància del seu treball en l'àmbit familiar. El novembre del 2007 l'Assemblea General de les Nacions Unides va declarar l'oficialitat d'aquesta celebració.
El 1995, en la IV Conferència Mundial sobre la Dona, organitzada per les Nacions Unides a Beijing (Xina), es va instaurar el 15 d'octubre com el Dia Internacional de la Dona Rural. Es va decidir fixar la data un dia abans del Dia Mundial de l'Alimentació, en tant que hi ha una innegable relació entre la producció d'aliments i la dona com a figura clau en tot el procés alimentari, i denunciant també que les dones que viuen al camp són les últimes que tenen accés als recursos, a la capacitació i als préstecs financers per a produir aliments.
L'objectiu principal de celebrar aquest dia és visibilitzar la importància que mereix l'aportació econòmica, social i cultural que fan les dones en àrees rurals d'arreu i la seva decisiva contribució a la seguretat alimentària especialment a través de la seva tradicional preocupació pel desenvolupament sostenible i la seva intervenció en pràctiques ecològiques. En l'àmbit rural, el paper de les dones és rellevant en l'agricultura, en la divisió del treball, en el medi ambient, en la nutrició i la salut, en l'economia rural, en l'educació i la comunicació, entre d'altres.